# Joker (personaj)
Joker este un răufăcător care apare în benzile desenate americane publicate de DC Comics. Personajul a fost creat de Jerry Robinson, Bill Finger și Bob Kane, debutând în Batman #1 (primăvara anului 1940). Deși se plănuia ca Jokerul să fie ucis în timpul apariției sale inițiale, a fost cruțat de intervenția editorială, devenind inamicul principal al supereroului Batman.
În aparițiile sale din benzile desenate, Joker este prezentat ca un geniu criminal. Un psihopat cu un simț al umorului sadic, personajul a fost modelat într-un bufon la sfârșitul anilor 1950, ca răspuns la reglementările Comics Code Authority, înainte de a reveni la rădăcinile sale întunecate, la începutul anilor 1970. În calitate de dușman al lui Batman, Jokerul a făcut parte din poveștile definitorii ale supereroului, inclusiv uciderea lui Jason Todd (al doilea Robin), și paralizia lui Batgirl (Barbara Gordon).
Una dintre cele mai emblematice fețe ale culturii populare, Joker a fost clasat printre cele mai răuvoitoare personaje fictive create vreodată. Popularitatea sa a făcut ca acesta să apară pe o varietate de produse, cum ar fi haine, jucării și obiecte de uz casnic. Jokerul a fost adaptat în live-action, animație și în jocuri video. A apărut în serialul de televiziune Batman din anii 1960 (interpretat de Cesar Romero), și în filme, fiind jucat de Jack Nicholson în Batman (1989), Heath Ledger în The Dark Knight (2008), Jared Leto în DC Extended Universe (2016-2021), și Joaquin Phoenix în Joker (2019); Ledger și Phoenix au câștigat fiecare un premiu Oscar pentru interpretările lor. Mark Hamill, printre alții, a asigurat vocea personajului în media, de la animație la jocuri video.

## Caracterizare
Jokerul nu posedă abilități supraomenești, folosindu-și în schimb expertiza în inginerie chimică pentru a dezvolta preparate otrăvitoare sau letale, și arme tematice, inclusiv cărți de joc cu muchii ascuțite, și flori de rever care pulverizează acid. 

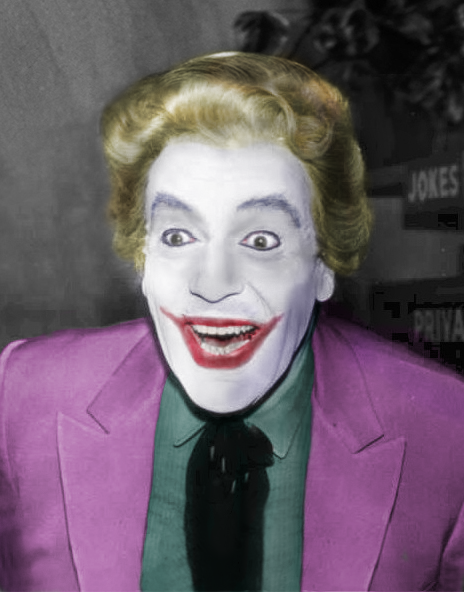
Cesar Romero ca Joker în serialul Batman (1966-1968)

Jokerul colaborează uneori cu alți super-răufăcători din Gotham City, cum ar fi Pinguinul și Two-Face, și cu grupuri precum Injustice Gang și Injustice League, dar aceste relații se destramă adesea din cauza dorinței lui Joker de a instaura un haos neînfrânat. Anii 1990 au introdus un interes romantic pentru Joker prin fosta sa medic psihiatru, Harley Quinn, devenită aliata sa criminală înainte de a scăpa, în cele din urmă, din relația lor abuzivă. Deși principala obsesie a lui Joker este Batman, el a luptat și cu alți eroi, printre care Superman și Wonder Woman.

## Publicații

### Epoca de Aur
Joker a debutat în Batman #1 (aprilie 1940) ca unul dintre primii inamici ai personajului omonim, la aproximativ un an după debutul lui Batman în Detective Comics #27 (mai 1939). Jokerul a apărut inițial ca un criminal în serie și hoț de bijuterii fără remușcări, modelat după o carte de joc joker, care își ucidea victimele cu „veninul Joker”, o toxină care le lăsa fețele zâmbind grotesc. Personajul era destinat să fie ucis în cea de-a doua apariție a sa în Batman, fiind înjunghiat în inimă. Finger a vrut ca Jokerul să moară, din cauza îngrijorării sale că răufăcătorii recurenți l-ar face pe Batman să pară inapt, dar decizia a fost anulată de editorul Whitney Ellsworth; un panou desenat în grabă, care indica faptul că Jokerul era încă în viață, a fost adăugat la banda desenată. Joker a continuat să apară în nouă din primele 12 numere ale Batman.
Aparițiile regulate ale personajului l-au definit rapid ca fiind dușmanul de moarte al Duo-ului dinamic, Batman și Robin; a ucis zeci de oameni și chiar a deraiat un tren.

### Epoca de Argint
Joker a fost unul dintre puținii răufăcători care au continuat să apară în mod regulat în benzile desenate Batman din Epoca de Aur până în Epoca de Argint, deoarece seria a continuat în timpul creșterii popularității benzilor de mister și dragoste. În 1951, Finger a scris o poveste de origine pentru Joker în Detective Comics #168, care a introdus caracteristica că acesta a fost anterior criminalul Red Hood, iar desfigurarea sa este rezultatul unei căderi într-o cuvă chimică.
În 1954, Comics Code Authority a fost înființată ca răspuns la dezaprobarea tot mai mare a publicului față de conținutul benzilor desenate. Reacția a fost inspirată de Frederic Wertham, care a emis ipoteza că mass-media (în special benzile desenate) era responsabilă pentru creșterea delincvenței juvenile, a violenței și a homosexualității, în special în rândul tinerilor de sex masculin. Părinții le-au interzis copiilor lor să citească cărți de benzi desenate și au avut loc mai multe arderi în masă. Codul benzilor desenate a interzis sângele, insinuările și violența excesivă, dezbrăcându-l pe Batman de caracterul său amenințător, și transformându-l pe Joker într-un bufon caraghios și hoț, fără tendințele sale criminale inițiale.
Personajul a apărut mai rar după 1964, când Julius Schwartz (căruia nu-i plăcea Jokerul) a devenit editor al benzilor desenate Batman.

### Epoca de Bronz
În 1973, după o dispariție de patru ani, Joker a fost reînviat (și revizuit) de scriitorul Dennis O'Neil și artistul Neal Adams. Începând cu „The Joker's Five-Way Revenge” din Batman #251, personajul revine la rădăcinile sale de maniac impulsiv și criminal care se întrece în inteligență cu Batman. Această poveste a început o tendință în care Joker a fost folosit, cu moderație, ca personaj central. O'Neil a declarat că ideea sa a fost „pur și simplu să-l ducem înapoi la punctul de plecare. M-am dus la biblioteca DC și am citit câteva dintre primele povești. Am încercat să-mi dau seama ce urmăreau Kane și Finger.” Seria din 1973 a lui O'Neil a introdus ideea că Joker este legalmente nebun, pentru a explica de ce personajul este trimis la Azilul Arkham (introdus de O'Neil în 1974 sub numele de Spitalul Arkham) în loc de închisoare. Adams a modificat înfățișarea lui Joker, schimbându-i figura prin extinderea maxilarului, și făcându-l mai înalt și mai slab.
DC Comics a reprezentat un focar de experimente în anii 1970, în 1975 Joker devenind primul personaj negativ care a primit propria serie de benzi desenate, The Joker. Aceasta a urmărit interacțiunile personajului cu alți super-răufăcători, iar primul număr a fost scris de O'Neil.

## Impact

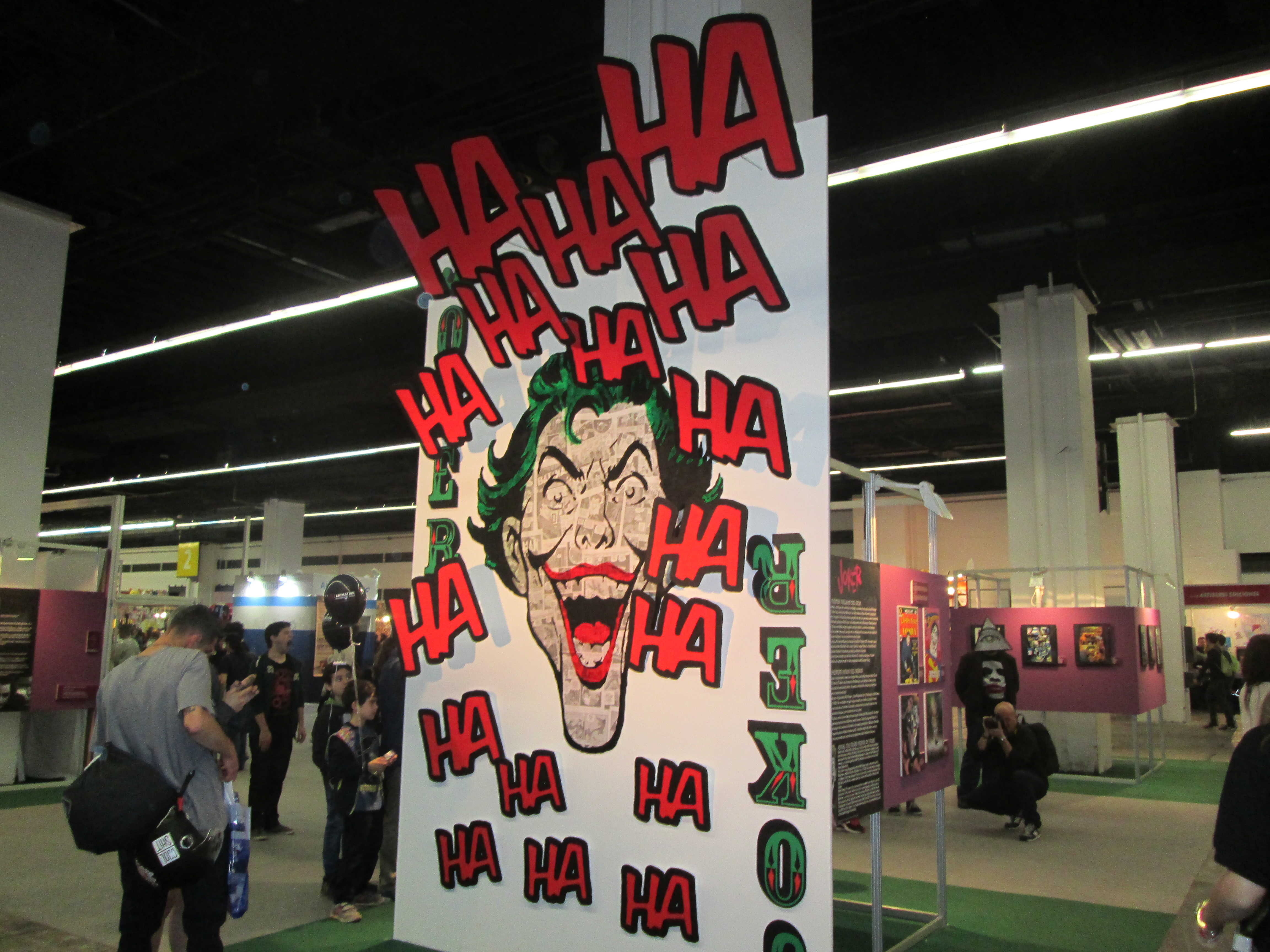
Omagiu din Barcelona adus lui Joker la împlinirea a 75 de existență, 2015.

Jokerul este considerat unul dintre cele mai ușor de recunoscut și iconice personaje fictive din cultura populară, și unul dintre cei mai mari răufăcători de benzi desenate din toate timpurile. Personajul a fost foarte apreciat după debutul său, apărând în nouă din primele 12 numere din Batman, și a rămas unul dintre cei mai populari dușmani ai lui eroului pe tot parcursul publicării sale. Personajul este considerat unul dintre cele patru personaje de top din benzile desenate, alături de Batman, Superman și Spider-Man. Atunci când DC Comics a lansat seria originală Greatest Stories Ever Told (1987-1988), care cuprinde colecții de povești despre eroi precum Batman și Superman, Jokerul a fost singurul personaj negativ inclus alături de aceștia. Personajul a fost în centrul unor discuții etice privind oportunitatea ca Batman (care aderă la un cod de nezdruncinat care interzice uciderea) să salveze vieți prin uciderea Jokerului (un traficant necruțător). Aceste dezbateri pun în balanță aspectele pozitive (oprirea permanentă a Jokerului) cu efectul asupra caracterului lui Batman și cu posibilitatea ca acesta să înceapă să ucidă toți criminalii.
În 2006, Joker a fost pe primul loc în topul „100 Greatest Villains of All Time” al revistei Wizard. În 2008, lista Wizard a „200 Greatest Comic Book Characters of All Time” l-a plasat pe Joker pe locul cinci, iar personajul a fost al optulea pe lista Empire a „50 Greatest Comic Book Characters” (cel mai bine clasat personaj negativ pe ambele liste). În 2009, Joker a fost al doilea pe lista IGN a „Top 100 Comic Book Villains”, iar în 2011, Wired l-a numit „Cel mai mare super-răufăcător din benzile desenate”. Complex, CollegeHumor și WhatCulture l-au numit pe Joker cel mai mare răufăcător de benzi desenate din toate timpurile, în timp ce IGN l-a catalogat drept cel mai mare răufăcător DC Comics în 2013, iar Newsarama drept cel mai mare inamic al lui Batman.
Popularitatea lui Joker (și rolul său de inamic al lui Batman) a implicat personajul în majoritatea mediilor legate de Batman, de la televiziune la jocuri video. Aceste adaptări ale personajului au fost primite pozitiv în film, televiziune, și în jocurile video. Ca și în benzile desenate, personalitatea și înfățișarea personajului se schimbă; el este caraghios, feroce sau instabil, în funcție de autor și de publicul vizat.